# René Angélil
René Angélil (Montréal, 1942. január 16. – Las Vegas, 2016. január 14.) kanadai énekes, zenei menedzser és rendező. 1994 és 2016 között haláláig Céline Dion kanadai énekesnő házastársa volt.

## Korai évek
Angélil Montréalban született (Québec, Kanada) szír származású apa és libanoni származású kanadai édesanyja fiaként. Melkita bizánci katolikus vallású, tanulmányait az outremonti College Saint-Viateur és a montreali College André-Grasset iskolákban folytatta

## Karrier
Angélil az 1960-as években popénekesként kezdte karrierjét Montréalban a The Baronets együttes tagjaként, gyerekkori barátai, Pierre Labelle és Jean Beaulne mellett. A '60-as években volt néhány sikeres daluk, köztük a The Beatles Hold Me Tight című dalának francia változata (C'est Fou, Mais C'est Tout).
Az együttes feloszlása után Angélil és legjobb barátja, Guy Cloutier előadók menedzselésével kezdett foglalkozni. Számos popsztár között két igazán sikeres énekesük volt René Simard és Ginette Reno. 1981-ben különváltak és önállóan folytatták a menedzseri életet. 1981 végén, nem sokkal azután, hogy Ginette Reno új ügynököt választott, René meghallgatta Céline Dion egy demó felvételét, onnantól ő egyengette az énekesnő útját. 1987-ben és 1988-ban Angélil Félix-díjat nyert az év menedzsereként.

## Magánélet
1966-ban vette el első feleségét, Denyse Duquette-t, gyermekük, Patrick Angélil anyját. 1974-ben nősült másodszor, Manon Kirouac-kal (színpadi nevén Anne Renée) két gyermekük született, Jean-Pierre Angélil (1974), Anne-Marie Angélil (1977). 1994. december 17-én vette el Céline Diont. Első fiuk, René-Charles 2001. január 25-én született, majd Céline 2010. október 23-án fiúikreknek adott életet (Eddy és Nelson). Angélilnél 1999-ben torokrákot diagnosztizáltak, melyből műtét és kezelések után felgyógyult. Betegségének kiújulása miatt 2016. január 14-én Las Vegas-i otthonukban elhunyt.
Angélil NHL hokirajongó, jó barátja a Colorado Avalanche elnöke és ügyvezetője, Pierre Lacroix.

### Zsarolási kísérlet
Angélilt szexuális zaklatással vádolta Yun Kyeong Kwon Sung, mely állítása szerint 2000-ben történt egy Las Vegas-i szállodában. A vádakat a Las Vegas-i rendőrség nyomozásba kezdett. Angélil 2 millió dollárt fizetett a nőnek az ügy lezárása érdekében, de sosem ismerte el, hogy rosszat tett volna, állítása szerint a fizetség a negatív közvélemény elkerülése érdekében történt, mely feleségének ártott volna. Yunt és férjét, Ae Ho Kwont 2003-ban letartóztatták, miután Angéliltől újabb pénzt akartak kizsarolni az erőszak hamis vádjával. 2005-ben mindkettejüket elítélte a bíróság.

### Halála
Két nappal a 74. születésnapja előtt, 2016. január 14-én, Las Vegas külvárosában, a pár közös házában, gégerákban hunyt el.

### Rágalmazási perek
2001-ben Angélil és Céline Dion 5 millió dollár értékű rágalmazási pert indított egy québeci lap, a Allo Vedettes ellen, miután megjelentettek egy olyan történetet, hogy a pár öt ezer dollárért kibérelte a Caesars Palace medencéjét, hogy Céline félmeztelenül napozhasson és René meztelenül fürödhessen. Angélil és felesége határozottan elutasították a rágalmakat. Később a vádat visszavonták, mondván, hogy a 2001. szeptember 11-ei terrortámadások fényében nincs jelentősége.

## Szerencsejátékos
Angélil nagy pókerjátékos, részt vett volt a 2005-ös World Series of Poker Tournament of Champions rendezvényen és a World Poker Tour 2007 Mirage Poker Showdown nevű nagy tétes pókertornán is. Angélil a póker mellett más szerencsejátékokat is kedvelt.